# Хильдебрандт, Райнер
Ра́йнер Хи́льдебрандт (иногда Гильдебрандт, нем. Rainer Hildebrandt; 14 декабря 1914, Штутгарт — 9 января 2004, Берлин) — немецкий историк и публицист, участник антифашистского движения Сопротивления, один из основателей Боевой группы против бесчеловечности. Основатель Музея Берлинской стены.

## Биография
Райнер Хильдебрандт — сын искусствоведа Ганса Хильдебрандта и художницы Лили Хильдебрандт. Изучал сначала физику, а впоследствии философию и социологию на иностранном факультете Германской высшей школы политической науки в Берлине и защитил докторскую диссертацию по психологии труда у Франца Руппа. В вузе Райнер Хильдебрандт сблизился в 1939—1940 годах с кругом антифашистски настроенных преподавателей и студентов, в который входили Харро Шульце-Бойзен и Хорст Хайльман, а также профессор Альбрехт Хаусхофер. Хильдебрандт был также связан с другим кругом, совершившим 20 июля 1944 года покушение на Гитлера, и провёл 17 месяцев в заключении.
С началом холодной войны Хильдебрандт вместе с писателем Гюнтером Биркенфельдом, Эрнстом Бендой, возглавлявшим в то время Молодёжный союз Германии, и депутатом городского собрания Гербертом Гейслером основал Боевую группу против бесчеловечности. Возглавивший группу Хильдебрандт своей главной задачей считал создание службы розыска людей, бесследно исчезнувших в советской зоне оккупации Германии. Одновременно создавались другие картотеки: доносчиков и информаторов. К 1948 году базой данной Боевой группы заинтересовался американский Корпус контрразведки, и Райнер Хильдебрандт изъявил готовность к сотрудничеству. С 1949 года Боевая группа стала финансироваться Корпусом контрразведки и позднее ЦРУ, и сконцентрировалась на разведывательной работе. Райнера Хильдебрандта трижды пытались похитить, этим занималось в том числе и Штази.
В ноябре 1951 года Хильдебрандт вышел из состава правления Боевой группы из-за разногласий с Эрнстом Тиллихом. Он полностью отмежевался от организации в середине 1952 года после того, как Боевая группа от пропаганды и саботажа перешла к массовым акциям саботажа и поджогам и организовывала теракты с применением взрывчатых веществ. Хильдебрандт обратился к общественной работе, вскоре после возведения Берлинской стены 13 августа 1961 года он основал Рабочую группу 13 августа, почётными членами которой стали политики Петра Келли и Герт Бастиан. До конца жизни Райнер Хильдебрандт оставался директором Музея Берлинской стены (основан 14 июня 1963 года).
1 октября 1992 года Райнер Хильдебрандт был награждён орденом «За заслуги перед землёй Берлин», в 1994 году федеральный президент Роман Херцог вручил ему орден «За заслуги перед Федеративной Республикой Германия» 1-й степени.
Райнер Хильдебрандт завещал похоронить себя рядом со своим другом Альбрехтом Хаусхофером, но кладбище жертв войны и милитаризма в Моабите закрыто с 1952 года, поэтому его последнее желание не было выполнено берлинскими властями. Вдова Хильдебрандта Александра Хильдебрандт (род. 1959, Киев), директор музея, хранит урну с прахом мужа в крематории Рулебенского кладбища в Берлине и отказывается захоронить её в другом месте. В 2004 году Александра Хильдебрандт учредила медаль имени доктора Райнера Хильдебрандта. Эта награда в области защиты прав человека вручается в День прав человека за ненасильственную борьбу за права человека.

## Сочинения
- Rainer Hildebrandt: Ein tragischer Auftakt zur deutschen Teilung und zur Mauer. Verlag Arbeitsgemeinschaft 13. August, ISBN 978-3-922484-48-6.
- Wir sind die Letzten. Neuwied/Berlin 1949. (Über Albrecht Haushofer und seine Freunde).
- Als die Fesseln fielen … Neun Schicksale in einem Aufstand. 2. Auflage. 1969.
- Von Gandhi bis Walesa — Gewaltfreier Kampf für Menschenrechte.
- Die Mauer spricht.
- Es geschah an der Mauer. 22. Auflage. Verlag-Haus am Checkpoint Charlie, Berlin 2006.